# 惛沈
惛沈，也寫為惛沉、昏沈，佛教術語，字面可譯為懶散懈怠，昏睡無力，沮喪陰暗。是一種心所，與掉舉相反，是身心沈重，往下沈沒，不清明，沒辦法專注的狀態。昏沈會造成無法輕安，進入睡眠（middha），為五蓋之一。
是會帶來煩惱的心所，說一切有部列為大煩惱地法之一，法相宗列入二十隨煩惱之中。

## 概論
惛沈是身心陷入類似於往下沈沒，不活動的狀態。表現出無法精進，使心無法專注在觀察境的狀況，會阻礙輕安與毗婆舍那。
與睡眠合稱昏沈睡眠蓋，為五蓋之一。